# Les Grands Enfants (émission de télévision)
 (novembre 2018).
Si vous disposez d'ouvrages ou d'articles de référence ou si vous connaissez des sites web de qualité traitant du thème abordé ici, merci de compléter l'article en donnant les références utiles à sa vérifiabilité et en les liant à la section « Notes et références ».
Cet article concerne l'émission de télévision. Pour le téléfilm, voir Les Grands Enfants (téléfilm).
Les Grands Enfants est une émission de télévision française de Maritie et Gilbert Carpentier, réalisée principalement par Georges Folgoas et diffusée de 1967 à 1970. Émission de divertissement généralement en plateau, à laquelle participent un grand nombre d'acteurs, comédiens et humoristes de l'époque. Le principe consiste à mettre en scène des scènes humoristiques et le plus souvent à faire deviner une énigme ou charade aux autres protagonistes. Parfois, le programme comprend aussi l'intervention ponctuelle d'un artiste de variété dont notamment Johnny Hallyday, Sacha Distel, Hugues Aufray, Marcel Amont, Régine, Philippe Clay, Michel Polnareff, Frédéric Botton, Les Parisiennes ou encore Marie Laforet.

## Participants réguliers
- Jacqueline Maillan
- Sophie Desmarets
- Roger Pierre
- Jean-Marc Thibault
- Jean Poiret
- Francis Blanche
- Jacques Charon
- Maurice Biraud
- Jean Yanne
- Jacques Martin
- José Artur
- Philippe Nicaud
- Roger Carel
- Darry Cowl
- Francis Claude
- Annie Girardot
- Pascale Audret
- Jean Richard
- Charles Denner
- Jacques Villeret

## Caractéristiques de l'émission
Les invités exécutaient des sketchs ou participaient à des jeux, souvent avec une part d'improvisation qui était la source d'une franche gaité.

## Titre
L'émission s'intitule initialement La Récréation. Le titre finalement retenu aurait pour origine une suggestion de Jean Nohain, aux époux Carpentier. L'ancien animateur de l'émission de variétés phare de l'ORTF des années 1950, 36 chandelles, projetait en effet à l'époque de consacrer une seconde émission, consacrée exclusivement aux comiques dont le titre devait être Les Grands Enfants. Mais faute de budget, l'émission 36 chandelles sera consacrée aux comiques, et aux chanteurs, tout comme l'émission Numéro un.